# Gerard Hoenen
Alfons Gerard ('Gerard') Hoenen (Kerkrade, 28 april 1941) is een voormalig Nederlands voetballer  en trainer. Hij speelde 21 jaar profvoetbal voor Roda Sport, PSV, MVV en het Belgische Zonhoven.

## Beginjaren
Hoenen begon met voetballen in de junioren van 
Bleijerheide. Bij de invoering van het betaald voetbal in 1954 fuseerde deze club met Kerkrade tot Roda Sport.
Als 15-jarige debuteerde hij op 2 december 1956 in het eerste elftal in de thuiswedstrijd tegen Xerxes. Roda Sport daalde af naar de Tweede divisie en viel op door twee talentvolle spelers: Piet Giesen en Gerard Hoenen.

## Kampioen met PSV
PSV klopte in 1962 bij het jonge tweetal aan. Giesen was pas 17 jaar en Hoenen 21. PSV regelde een job bij Philips en de twee Kerkradenaren werden samen ondergebracht in een gastgezin in Eindhoven.
Het eerste seizoen 1962/63 verliep uiterst succesvol. Gerard Hoenen had vanaf het begin een basisplaats en PSV werd kampioen in de Eredivisie. Het gebeurde uitgerekend in de thuiswedstrijd tegen Ajax op 9 juni 1963. PSV won met 5-2 en Hoenen scoorde de tweede Eindhovense treffer.
Hij maakte op 10 november 1962 zijn debuut voor Jong Oranje in de met 4-1 gewonnen thuiswedstrijd tegen Zwitserland. Hoenen scoorde eenmaal.
PSV ging als landskampioen Europa in en sneuvelde in de kwartfinale tegen FC Zürich in de Europa Cup I, de voorloper van de Champions League. Hij speelde in alle zes Europese duels mee. 

## Naar MVV
Na vier Eindhovense jaren werd Hoenen voor 80.000 gulden verkocht aan MVV.
Acht seizoenen speelde de kleine spelbepaler in Stadion De Geusselt. MVV was een vaste waarde in de Eredivisie met keeper Frans Körver en de sterspelers Jo Bonfrère en Willy Brokamp.
Op zijn 33e vertrok hij naar het Belgische 
Zonhoven. Na een seizoen werd hij er trainer-speler. Hij tekende in april 1976 voor drie jaar bij. Na een halfjaar kwam er een kink in de kabel. De resultaten vielen tegen en Hoenen werd begin november 1976 ontslagen. Hij kon nog als speler aanblijven maar dat aanbod wees hij af. Hij keerde terug bij MVV waar hij op 5 december 1976 zijn rentree maakte als invaller tegen FC Dordrecht.
MVV was inmiddels gedegradeerd naar de Eerste divisie en streed om promotie. Trainer George Knobel deed tijdens het seizoen maar af en toe een beroep op de teruggekeerde routinier. In de nacompetitie was hij weer van de partij maar promotie bleef uit.
Op 12 juni 1977 speelde hij thuis tegen PEC zijn laatste wedstrijd voor MVV.

## Trainer en zaalvoetbal
Gerard Hoenen werd direct na zijn carrière trainer in het Zuid-Limburgse amateurvoetbal. Ook ging hij zaalvoetballen. Deze sport was eind jaren zeventig, begin jaren tachtig sterk in opkomst. Hij speelde onder meer voor Marathon, Keelkampers en Cosmos. 
Ook was hij ruim tien jaar op tv te zien bij de populaire Mini-voetbalshow. Bij speelde voor Zuid-Nederland en later voor Limburg. Door zijn techniek en goede conditie kon hij tot ver na zijn veertigste meekomen op het hoogste niveau. Daarna werd hij ook zaalvoetbalcoach.   

## Privé
Hij trouwde op 28 november 1963 met Miep Curfs en ging wonen in Berg en Terblijt. Ze kregen twee zoons: Roger en Maurice. 

## Clubstatistieken
| Seizoen   | Club       | Land      | Competitie       | Competitie | Competitie | Beker | Beker | Internationaal | Internationaal | Nacomp. | Nacomp. | Totaal | Totaal |
| Seizoen   | Club       | Land      | Competitie       | Wed.       | Dlp.       | Wed.  | Dlp.  | Wed.           | Dlp.           | Wed.    | Dlp.    | Wed.   | Dlp.   |
| --------- | ---------- | --------- | ---------------- | ---------- | ---------- | ----- | ----- | -------------- | -------------- | ------- | ------- | ------ | ------ |
| 1956/57   | Roda Sport | Nederland | Eerste divisie A | 19         | 2          | 1     | 0     | 0              | 0              | 0       | 0       | 20     | 2      |
| 1957/58   | Roda Sport | Nederland | Eerste divisie A | 18         | 3          | 1     | 0     | 0              | 0              | 0       | 0       | 19     | 3      |
| 1958/59   | Roda Sport | Nederland | Eerste divisie B | 26         | 5          | 2     | 1     | 0              | 0              | 0       | 0       | 28     | 6      |
| 1959/60   | Roda Sport | Nederland | Tweede divisie A | 21         | 6          | –     | 0     | 0              | 0              | 2       | 0       | 23     | 6      |
| 1960/61   | Roda Sport | Nederland | Tweede divisie   | 34         | 12         | 4     | 3     | 0              | 0              | 0       | 0       | 38     | 15     |
| 1961/62   | Roda Sport | Nederland | Tweede divisie   | 25         | 8          | 2     | 0     | 0              | 0              | 0       | 0       | 27     | 8      |
| 1962/63   | PSV        | Nederland | Eredivisie       | 30         | 5          | 1     | 0     | 0              | 0              | 0       | 0       | 31     | 5      |
| 1963/64   | PSV        | Nederland | Eredivisie       | 25         | 3          | 1     | 1     | 6              | 0              | 0       | 0       | 32     | 4      |
| 1964/65   | PSV        | Nederland | Eredivisie       | 15         | 0          | 2     | 0     | 0              | 0              | 0       | 0       | 17     | 0      |
| 1965/66   | PSV        | Nederland | Eredivisie       | 26         | 4          | 5     | 3     | 0              | 0              | 0       | 0       | 31     | 7      |
| 1966/67   | MVV        | Nederland | Eredivisie       | 33         | 8          | 2     | 1     | 0              | 0              | 0       | 0       | 35     | 9      |
| 1967/68   | MVV        | Nederland | Eredivisie       | 32         | 2          | 5     | 1     | 0              | 0              | 0       | 0       | 37     | 3      |
| 1968/69   | MVV        | Nederland | Eredivisie       | 28         | 4          | 2     | 0     | 0              | 0              | 0       | 0       | 30     | 4      |
| 1969/70   | MVV        | Nederland | Eredivisie       | 29         | 0          | 3     | 0     | 0              | 0              | 0       | 0       | 32     | 0      |
| 1970/71   | MVV        | Nederland | Eredivisie       | 30         | 0          | 2     | 0     | 0              | 0              | 0       | 0       | 32     | 0      |
| 1971/72   | MVV        | Nederland | Eredivisie       | 32         | 0          | 2     | 0     | 0              | 0              | 0       | 0       | 34     | 0      |
| 1972/73   | MVV        | Nederland | Eredivisie       | 25         | 1          | 1     | 0     | 0              | 0              | 0       | 0       | 26     | 1      |
| 1973/74   | MVV        | Nederland | Eredivisie       | 22         | 2          | 0     | 0     | 0              | 0              | 0       | 0       | 22     | 2      |
| 1974-1976 | Zonhoven   | België    | Derde klasse     | 62         | 3          | –     | 0     | 0              | 0              | 0       | 0       | 62     | 3      |
| 1976/77   | MVV        | Nederland | Eerste divisie   | 5          | 0          | –     | 0     | 0              | 0              | 6       | 0       | 11     | 0      |
| Totaal    | Totaal     | Totaal    | Totaal           | 537        | 68         | 36    | 10    | 6              | 0              | 8       | 0       | 587    | 78     |